# 兵藤庄右衛門
兵藤 庄右衛門（ひょうどう しょうえもん、 - 1820年8月7日〈旧暦文政3年6月29日〉）は、日本の葛布商。筆名は藤 長庚（とう ちょうこう）、再影館（さいえいかん）。法名は釈 静閑（しゃく せいかん）。

## 概要
江戸時代に遠江国で活躍した葛布商である。一町人であるものの、本業の傍ら書道や絵画を嗜むなど、文化人として知られた存在であった。遠江国に関する名所図会である『遠江古蹟圖會』を著したことで知られている。

## 来歴
遠江国佐野郡掛川宿にて葛布を取り扱う商人であった。通人でもあり、本業の傍ら書道や絵画を嗜み、古銭や陶器を収集していた。また、箏や琵琶の演奏にも長けていたという。1803年（旧暦享和3年または4年）に大須賀陶山が編纂した紳士録『東海道人物志』にも、掛川宿の文化人の一人としてその名が掲載されている。字を子潜と称し、再影館と号した。また、藤長庚とも名乗っている。
遠江国のさまざまな古跡を訪ね歩き、関係する人物にはインタビューするなどして、その故事来歴を記録収集していた。それらを取り纏め、名所図会として1803年（旧暦享和3年9月）に『遠江古蹟圖會』を著した。文章のみならず、挿絵として添えられた彩色画も自らの手によるものである。「図・挿画は自画で素人画風」とも評されるが、「実地踏査を踏まえて記した絵入り地誌。特に伝説口碑に詳しい」とされる。
1820年8月7日（旧暦文政3年6月29日）に死去した。浄土真宗大谷派に属する蓮福寺に葬られた。なお、「釈静閑」との法名を授けられている。

## 人物

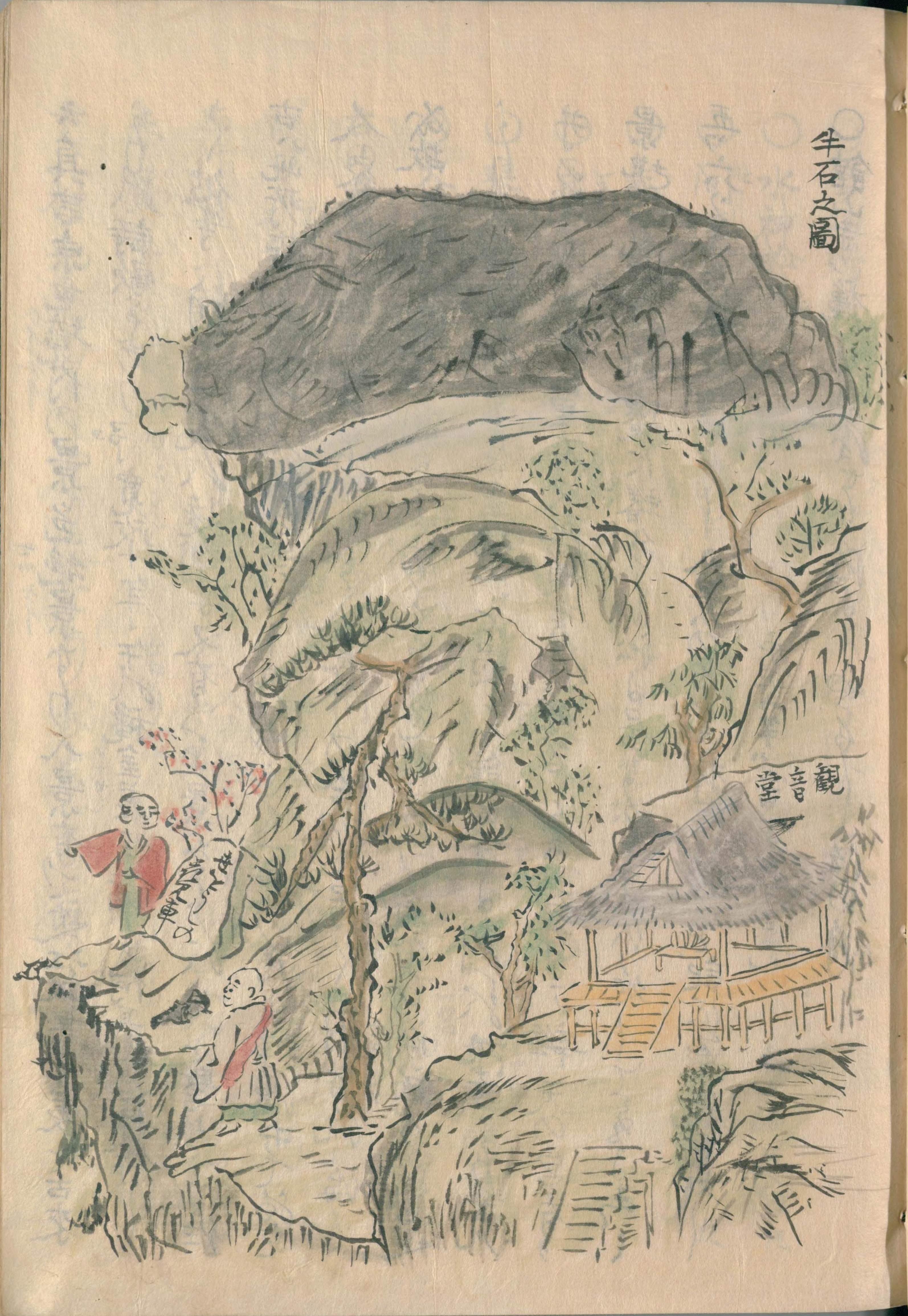
遠江国豊田郡岩室村にて、安養院住職の栄信（左下）とともに、和歌が刻まれた岩を鑑賞する長庚（左）（「牛石之圖」藤長庚編集『遠江古蹟圖會』1803年。国立国会図書館蔵）

本業の傍ら、実際に自ら古跡に赴いて名所図会の制作に励んだが、時として危険な取材もこなしている。
遠江国豊田郡岩室村に赴いた際には、和歌が彫られた岩について取材している。その山の頂には、もともと牛の姿のように見える巨大な岩があり、その牛の鼻に該当する部分に和歌が彫り込まれていた。足場のない岩肌に和歌を刻み込むなど常人には不可能とされ、地元には空海が彫ったとする伝承が遺されていた。牛の鼻の部分には近づくことすら難しく、望遠鏡を使っても和歌がかろうじて識別できる程度であったという。ところが、宝暦年間の地震により牛の鼻の部分だけが崩落し、崖に引っ掛かった状態となっていた。道のない危険な場所であったが、庄右衛門は安養院住職の栄信とともに草の根を掴みながら崖壁を伝い、この牛の鼻の部分を鑑賞している。その際、庄右衛門は、この書風について大師流のように見えるとしながらも、空海の署名がないと指摘している。さらに、庄右衛門は牛の鼻の部分から拓本まで採取しており、そちらは遠江国周智郡の西楽寺に奉納したという。なお、庄右衛門の死後、1854年12月23日（旧暦嘉永7年11月4日）に安政東海地震が発生した結果、引っ掛かっていた牛の鼻の部分は完全に崩壊し跡形もなくなってしまったという。残った牛岩の本体の方は、形が変わってしまったことから、のちに呼び方も「獅子ヶ鼻」に変わっている。

## 家族・親族
もともと兵藤家は三河国にルーツがある。1615年または1616年（元和元年）、当時の当主である兵藤与右衛門が一揆に関与したため、兵藤家は三河国を離れることになる。その後、遠江国佐野郡南西郷村の蓮福寺に身を潜めた。やがて、頃合いを見計らって、佐野郡仁藤村の真如寺の近くに移り住んだ。さらに、兵藤家は佐野郡掛川宿に移ることになった。この与右衛門から数えて6代目にあたるのが庄右衛門である。

## 略歴
- 1803年 - 『遠江古蹟圖會』上梓[1]。
- 1820年 - 死去[1][2]。

## 著作
- 藤長庚編集『遠江古蹟圖會』1803年。
- 藤長庚著『遠江古跡図絵』美哉堂書店、1954年。NCID BB02920408
- 再影館藤長庚編、神谷昌志修訂解説『遠江古蹟図絵』明文出版社、1991年。ISBN 4943976182

### 註釈
1. ↑  原書の書名は『遠江古蹟圖會』であるため、単純に新字体で表記するなら『遠江古跡図会』となる。ただし、1954年の美哉堂書店の復刻本では「遠江古跡図絵」との表記を用いており、1991年の明文出版社の校訂本では「遠江古蹟図絵」との表記を用いている。